# Bauliste der Schiffswerft Schlömer
Die Bauliste der Schiffswerft Schlömer bildet eine Aufstellung über Schiffsneubauten der Schiffswerft Schlömer sowie deren Verbleib.
| Bauname               | Bau- nummer | IMO- Nummer  | Schiffstyp                | Ver- messung | Ablieferung        | Auftraggeber                                     | Umbenennungen und Verbleib |
| --------------------- | ----------- | ------------ | ------------------------- | ------------ | ------------------ | ------------------------------------------------ | --- |
| Gebrüder (AZ 5)       | -           | -            | Fischkutter               | - BRT        | 1929               | Georg Peters, Neuharlingersiel                   | Museumsschiff in Carolinensiel |
| Möwe III (GRE 35)     | -           | -            | Fischkutter               | - BRT        | 1955               | E. Rass, Norderney                               | 1963 Möwe III (BOR 1), 1965 Möwe III (ACC 10), 1970 Christa II (VAR 2), in den 1970er Jahren auf der Weser gesunken, gehoben und als (HOO 63n) eingesetzt, als Harm Mayer in Varel an Land ausgestellt |
| Kormoran (GRE 37)     | -           | -            | Fischkutter               | - BRT        | 1956               | Freerk de Beer, Greetsiel                        | 1971 Kormoran, so in Fahrt |
| Franko                | 166         | 6607367      | Kümo                      | 212 BRT      | 8. November 1965   | Franko & Hugo Bluhm, Potshausen                  | 1978 verlängert, 2017 aufgelegt. |
| Neuenbrok             | 167         | 8033431      | Kümo                      | 210 BRT      | 9. Juni 1966       | Andreas & Jürgen Böning, Elsfleth                | 1978 verlängert, 1985 verlängert und erhöht, 2008 Barbara D, unbekannt |
| Warfleth              | 168         | 6617178      | Kümo                      | 300 BRT      | März 1966          | Dieter Blanke, Elsfleth                          | Am 4. Januar 1979 auf einer Reise von Rotterdam nach Barking mit Stahlcoils gestrandet am 5. Januar auf Position 51.26.30°N; 001.17.42°E gesunken                                                      |
| Jan                   | 171         | 6906050      | Kümo                      | 299 BRT      | 7. September 1966  | Ewald Waltermann, Haren/Ems                      | 1989 Orient Express, 1996 Baleares Trader, am 31. Januar 2002 verlorengegangen. |
| Vera Rambow           | 172         | 6709828      | Kümo                      | 211 BRT      | 14. Dezember 1966  | Fritz & Helmut Rambow, Assel                     | 1978 Susanne, 1997 Bianca N., am 26. Juli 1997 in Position 16.45°N; 053.34°E wrackgelaufen. |
| Heye-P                | 170         | 6719471      | Kümo                      | 296 BRT      | Januar 1967        | Harald Diekhoff & Hermann Kampen, Ostrhauderfehn | Am 16. Dezember 1979 auf einer Reise von Par nach Velsen mit Porzellanerde auf der Insel Prawle gestrandet.                                                                                            |
| Gerhard-K             | 175         | 6724177      | Kümo                      | 297 BRT      | 27. Mai 1967       | Adolf & Gerhard Krawinkel, Rhaudermoor           | 1983 verlängert, 1981 Gerhard K., 2001 Blandina, 2011 Bilaal, 2015 verlorengegangen. |
| Kapitän Stoewahse     | 177         | -            | Lotsenversetzboot         | - BRT        | 1967               | Lotsbetriebsverein Bremerhaven                   | Am 31. März 2015 im Kleinen Schleusenvorhafen in Brunsbüttel mit der Parida kollidiert, im September 2017 verkauft und anschließend verschrottet.                                                      |
| Cap Arkona (SD 6)     | -           | Fischkutter  | -                         | - BRT        | Mai 1968           | Markus Thaden, Friedrichskoog                    | Am 26. Februar 2007 durch Feuer im Maschinenraum zwölf Meilen westlich von Hörnum gesunken. |
| Seacon                | 185         | 6825218      | Kümo                      | 209 BRT      | 6. Juli 1968       | ?                                                | 1971 Sea Trent, 1983 Nathurn, 1986 Silver River, so in Fahrt. |
| Georganne             | 187         | 6907054      | Trawler                   | 111 BRT      | März 1969          | -                                                | 1973 TSK 6, 1979 Le Popo, 1986 Benhil I. |
| Marie R.              | 188         | 6907066      | Trawler                   | 111 BRT      | März 1969          | -                                                | 1973 TSK 4 1978 Le Requin, 1986 Benhil II. |
| Gordon L.             | 197         | 6928785      | Landungsschiff            | 645 BRT      | März 1969          | Jack Tar Grand Bahama Ltd., Nassau               | 1975 Inagua Sands, 1983 Abaco Treasure, 2012 Costa III, so in Fahrt. |
| Sea Rhine             | 198         | 7017478      | Kümo                      | 198 BRT      | Juni 1970          | Sea & Continental Waterways Transport, London    | Am 11. Februar 1976 auf einer Reise von Duisburg nach Boston im Schlepp auf Position 52,27°N; 001,56°E gesunken.                                                                                       |
| Sunrise               | 202         | ENI 04804740 | -                         | - BRT        | 1970               | -                                                | Stadt Basel, Stadt Rees, so in Fahrt. |
| Bremerhaven II        | -           | ENI 02331486 | Binnentanker              | - BRT        | 1971               | Dombrowski Dee & Co., Berlin                     | 1982 Maryola, 1988 Wiebe J, 1996 Triviant, 1997 Vulcan, 2003 Ilona, 2009 Umbau zur Kranbarge Zoë, so in Fahrt.                                                                                         |
| Langeoog II           | 205         | 7114587      | Passagierschiff           | - BRT        | 1971               | Schiffahrt der Inselgemeinde Langeoog            | 1980 Stadt Wittmund, 1985 Spiekeroog II, 1991 Harle Kurier |
| Grizzly               | -           | ENI 04032690 | Schwimmkran               | - BRT        | 1972               | -                                                | Hebo-Lift 6, so in Fahrt |
| Katherina             | 221         | -            | Trawler                   | 120 BRT      | 1973               | -                                                | – |
| Schwanenwerder        | -           | ENI 02322526 | Binnentanker              | - BRT        | 1973               | Nautica Reederei, Berlin                         | 1986 Behringmeer, Roswitha, 1997 Primera, 1998 Sally, 2018 Experimenta, so in Fahrt. |
| Puma                  | 222         | 7304376      | Schlepper                 | 101 BRT      | 1973               | -                                                | – |
| Idunganran            | 230         | 7333834      | Trawler                   | 110 BRT      | Dezember 1973      | -                                                | - |
| Cargo-Liner IV        | 232         | 7393078      | Kümo                      | 958 BRT      | 14. September 1974 | Cargo-Liner Bereederungsgesellschaft, Berlin     | 1981 Uelzen, 1982 Manja, 1997 Umbau zum Baustoff-Binnenschiff, 1997 Esther, 2002 Mistral, so in Fahrt.                                                                                                 |
| Cargo-Liner V         | 233         | 7424499      | Kümo                      | 974 BRT      | 23. Mai 1975       | Cargo-Liner Bereederungsgesellschaft, Berlin     | 1981 Inez V, 1983 Argo, 1993 Compaen, 1999 Umbau zum Baustoff-Binnenschiff, 1999 Cornelis, 2000 Tuimelaar, so in Fahrt.                                                                                |
| Cargo-Liner VI        | 234         | 7424542      | Kümo                      | 974 BRT      | 21. November 1975  | Cargo-Liner Bereederungsgesellschaft, Berlin     | 1982 Terschelling, 1989 Marina, 1990 Port de Lyon, 1993 Joy, 2007 Antivari, 2010 Dak, Totalverlust nach Maschinenschaden am 29. März 2012 und ab 24. Dezember 2014 in Aliağa verschrottet              |
| Goodwin Sand          | 250         | 7429188      | Trawler                   | 291 BRT      | 1975               | -                                                | Im Register gelöscht. |
| Cargo-Liner III       | 231         | 7424530      | Kümo                      | 974 BRT      | 12. März 1976      | Cargo-Liner Bereederungsgesellschaft, Berlin     | 1981 Amy, 1983 Umbau zum Zementfrachter, 1983 Farnese, 1993 Gorgulho, 2002 Vranjic, am 5. März 2015 in Solin, Sveti Kajo im Sturm an gestrandet, Totalverlust.                                         |
| Starpoint             | 251         | 7429190      | Trawler                   | 291 BRT      | 1975               | -                                                | 1979 Ben Torc, Sternfjors, im Register gelöscht. |
| Hannover              | 259         | 7525918      | Passagierschiff           | 290 BRT      | 5. Mai 1976        | Berthold Jansen, Hooksiel                        | 1979 Stadt Borkum, 1988 Prinzess Isabella, 1994 Wappen von Borkum, 2024 Wappen von Cuxhaven, so in Fahrt.                                                                                              |
| Jan Cux II            | 271         | 8136099      | Passagierschiff           | 207 BRT      | April 1978         | Nordsee-Angel- & Rundfahrten, Cuxhaven           | 2024 aufgelegt. |
| Lütjeoog              | 273         | -            | Tonnenleger               | 78 BRT       | 1979               | WSA Emden                                        | so in Fahrt. |
| Kranich               | 276         | 8646680      | Kranbarge                 | 483 BRT      | Dezember 1979      | -                                                | 1990 Adan 1, so in Fahrt. |
| Uthörn                | 283         | 8100648      | Fischereiforschungsschiff | 274 BRT      | 1982               | Bundesministerium für Bildung und Forschung      | so in Fahrt. |
| Habib el Bahr         | 283         | 8327961      | Trawler                   | 222 BRT      | 1983               | Fischereiministerium, Tunesien                   | so in Fahrt. |
| Fares el Bahr         | 284         | 8326709      | Trawler                   | 222 BRT      | 1983               | Fischereiministerium, Tunesien                   | so in Fahrt. |
| Carthage              | 285         | 8415213      | Trawler                   | 189 BRT      | 1985               | Tunesien                                         | so in Fahrt. |
| Hanibal               | 286         | 8415225      | Trawler                   | 189 BRT      | 1985               | Tunesien                                         | so in Fahrt. |
| Ecuador               | -           | ENI 02324194 | Binnengüterschiff         | - BRT        | 1988               | E. van Cauteren, Antwerpen                       | 1999 Vectorius, 2003 Rooyaard, 2006 Wijkerzand, so in Fahrt. |
| Nordergründe (CUX 14) | -           | -            | Fischkutter               | 27 BRZ       | 1994               | -                                                | Kasko aus Großbritanienso, 1999 auf den Nordseewerken verlängert, 1999 Madonna (SU 14), so in Fahrt.                                                                                                   |
| Nocotrans             | -           | ENI 2207080  | Binnengüterschiff         | - BRT        | 1995               | Nocotrans (G. Schram), Delfzijl                  | Kasko von Remontowa Stocznia Rzeczna, Wrocław, 2008 Lurona, so in Fahrt. |
| Lady-Jane             | -           | ENI 02207407 | Binnengüterschiff         | - BRT        | 1996               | Korterink - Dubbelman, Avereest                  | Kasko von Remontowa Stocznia Rzeczna, Wrocław, 2004 Nadoiras, 2007 Presto, 2008 Cupido, 2017 Deltatrans, so in Fahrt.                                                                                  |
| Warber                | 601         | 9143582      | Kümo                      | 1141 BRZ     | 1996               | Visser & Bakker, Sneek                           | Kasko von Plock SA, Plock, 2008 Aquarius, so in Fahrt. |
| Moseldiep             | 603         | 9194309      | Kümo                      | 2042 BRZ     | 5. März 1999       | MS Moseldiep C.V., Groningen                     | Kasko von Severnav, Turnu-Severin, 1999 Cpt. L’Alexandre, 2006 RMS Duisburg, so in Fahrt. |
| Kirsten               | 604         | 9194311      | Kümo                      | 2136 BRZ     | 25. Juni 1999      | -                                                | RMS Baerl, so in Fahrt. |
| Seestern (FED 2)      | -           | -            | Fischkutter               | 27 BRZ       | 14. April 2000     | Dirk Ostendorf, Fedderwardersiel                 | so in Fahrt. |